# Quân đội thường trực

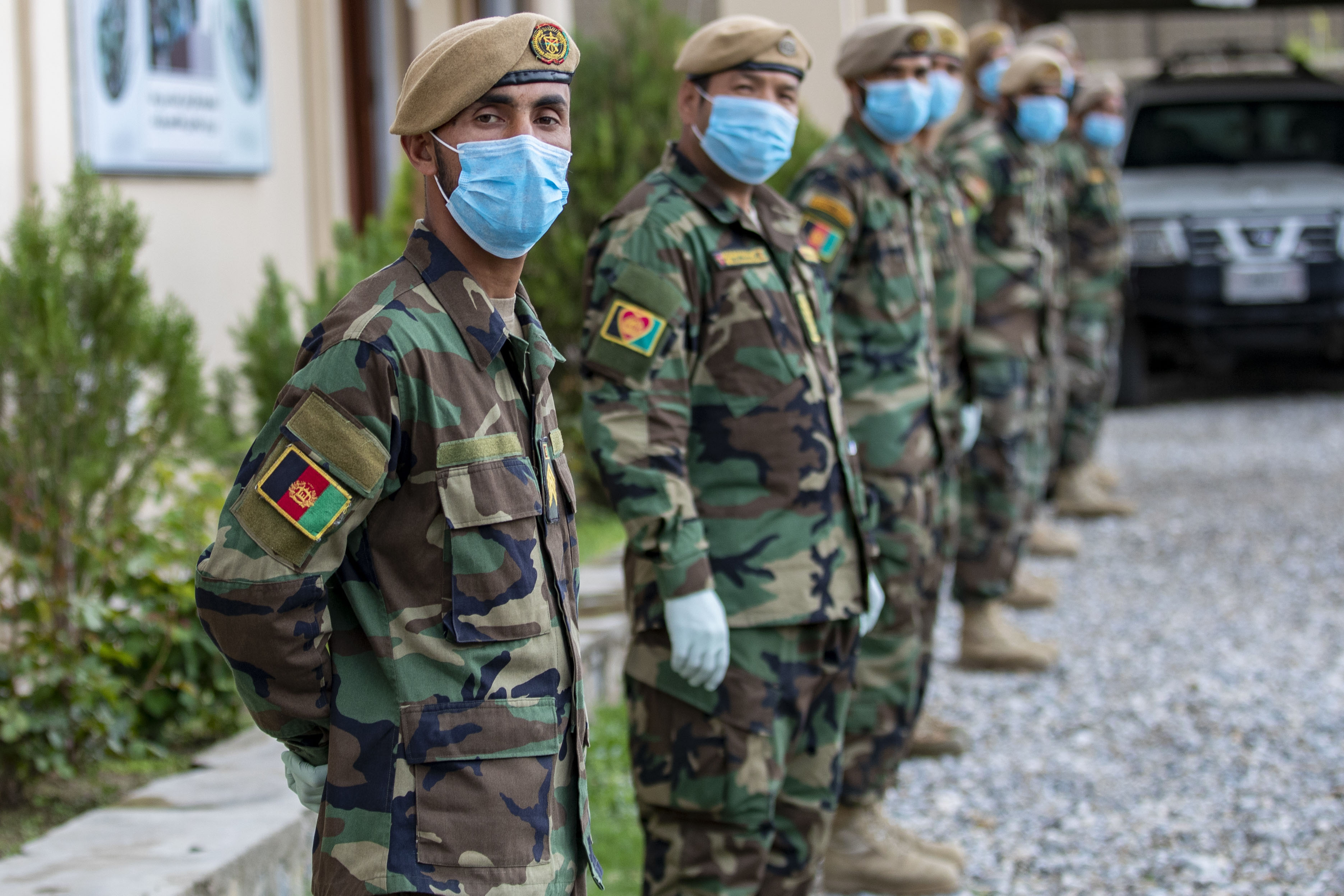
Quân đội thường trực Afghanistan thuộc Lực lượng Biệt kích Quân đội Quốc gia Afghanistan

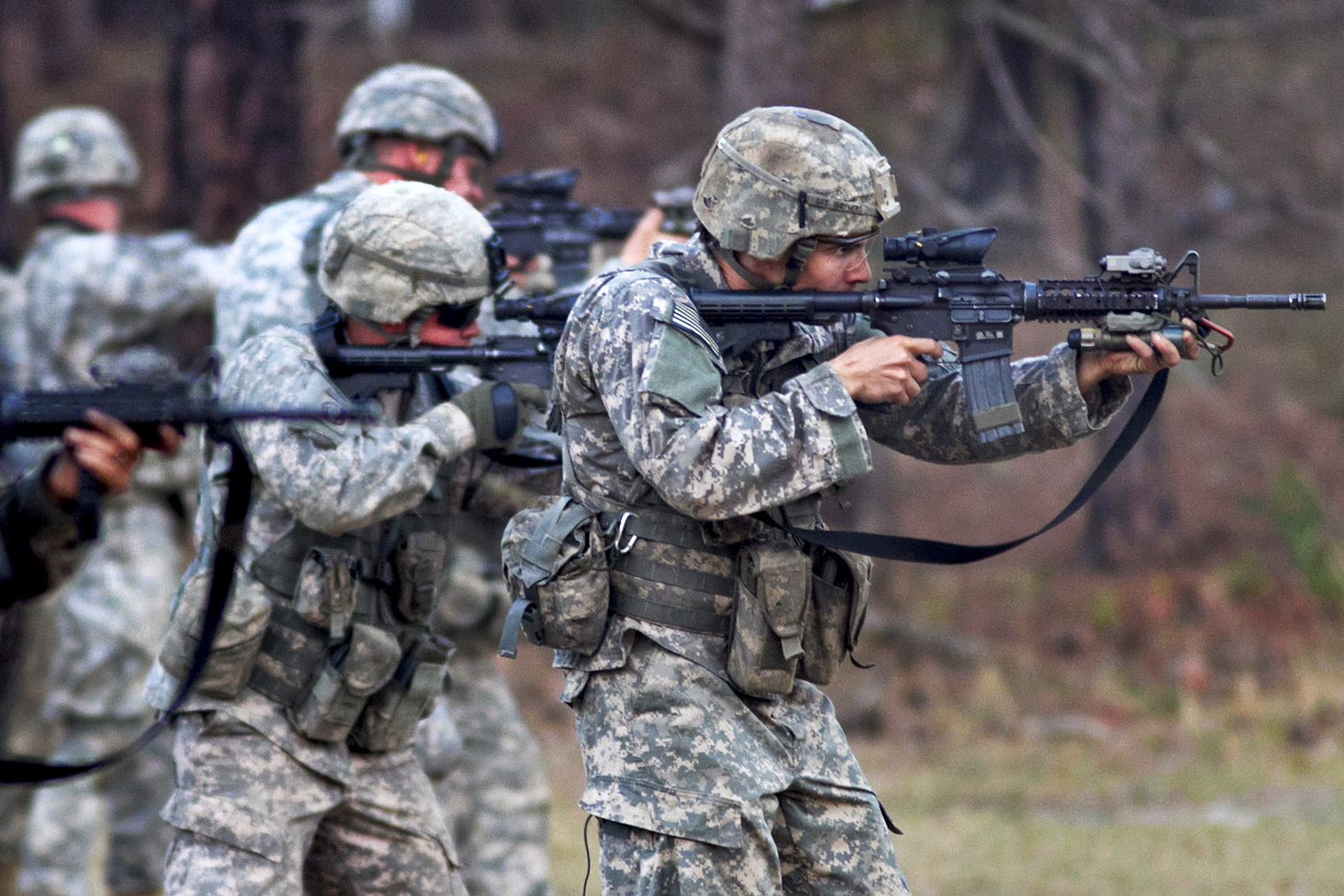
Quân đội thường trực Hoa Kỳ đang diễn tập chiến đấu

Quân đội thường trực (Standing army) hay còn gọi là lực lượng thường trực của quân đội thường là quân nhân chuyên nghiệp, bao gồm những người lính làm nhiệm vụ toàn thời gian cho việc thường trực, sẵn sàng chiến đấu. Quân đội thường trực có thể là binh lính chuyên nghiệp hoặc lính nghĩa vụ (lính quân dịch). Quân đội thường trực khác với lực lượng dự bị động viên của quân đội, những người được đăng ký dài hạn, nhưng chỉ được động viên trong các cuộc chiến tranh hoặc thiên tai, và các đội quân lâm thời, tại chỗ chỉ được huy động từ dân thường trong một cuộc chiến tranh hoặc mối đe dọa chiến tranh và sẽ bị giải tán sau khi chiến tranh hoặc mối đe dọa xảy ra kết thúc. Các đội quân thường trực có xu hướng được trang bị tốt hơn, huấn luyện tốt hơn và chuẩn bị tốt hơn cho các trường hợp khẩn cấp, tình huống răn đe phòng thủ, và đặc biệt là các cuộc chiến tranh.